# Wayne Arthurs (tennis)
Pour les articles homonymes, voir Wayne Arthurs et Arthurs.
Wayne Arthurs, né le 18 mars 1971 à Adelaide, est un joueur australien de tennis professionnel de 1990 à 2007.
Joueur très offensif, il obtient ses meilleurs résultats sur les surfaces rapides. Il considère son service comme son meilleur coup, et monte souvent à la volée. Il compte une victoire ATP et a remporté la Coupe Davis en 2003 avec l'équipe d'Australie. Son père, Derek Arthurs, est né à Belfast et a fait partie de l'équipe d'Irlande de Coupe Davis avant de migrer pour l'Australie.
En 2002, il est à la première place du nombre d'aces, de points remportés sur première balle, de jeux de service remportés, de balles de break sauvées. Il fait partie des trois seuls joueurs, avec Pete Sampras et Michael Stich, à avoir remporté un match au meilleur des 5 sets sans jamais réussir à breaker l'adversaire, et le seul ayant accompli cette performance à deux reprises.

## Palmarès

### En double messieurs
| 12 titres en double | 0 G. Chelem | 0 G. Chelem | 0 G. Chelem | 0 G. Chelem | 0 Masters | 0 Masters | 0 Masters   | 0 Masters   | 3 Masters 1000 | 3 Masters 1000 | 3 Masters 1000 | 3 Masters 1000 | 2 ATP 500          | 2 ATP 500          | 2 ATP 500          | 2 ATP 500          | 7 ATP 250          | 7 ATP 250          | 7 ATP 250      | 7 ATP 250      | 0 JO           | 0 JO           | 0 JO           | 0 JO           |
| 12 titres en double | 5 sur dur   | 5 sur dur   | 5 sur dur   | 5 sur dur   | 5 sur dur | 5 sur dur | 1 sur gazon | 1 sur gazon | 1 sur gazon    | 1 sur gazon    | 1 sur gazon    | 1 sur gazon    | 5 sur terre battue | 5 sur terre battue | 5 sur terre battue | 5 sur terre battue | 5 sur terre battue | 5 sur terre battue | 1 sur moquette | 1 sur moquette | 1 sur moquette | 1 sur moquette | 1 sur moquette | 1 sur moquette |

## Parcours dans les tournois duGrand Chelem

### En simple
| Année | Open d'Australie | Open d'Australie | Internationaux de France | Internationaux de France | Wimbledon       | Wimbledon     | US Open         | US Open        |
| ----- | ---------------- | ---------------- | ------------------------ | ------------------------ | --------------- | ------------- | --------------- | -------------- |
| 1998  | —                | —                | —                        | —                        | —               | —             | 2e tour (1/32)  | F. Santoro     |
| 1999  | 1er tour (1/64)  | J. Knippschild   | —                        | —                        | 1/8 de finale   | A. Agassi     | 2e tour (1/32)  | L. Hewitt      |
| 2000  | 1er tour (1/64)  | P. Sampras       | 1er tour (1/64)          | R. Federer               | 1er tour (1/64) | W. Ferreira   | 1/8 de finale   | T. Johansson   |
| 2001  | 3e tour (1/16)   | T. Henman        | 1/8 de finale            | R. Federer               | 1er tour (1/64) | M. Mirnyi     | 1er tour (1/64) | G. Cañas       |
| 2002  | 1er tour (1/64)  | J. Golmard       | 2e tour (1/32)           | A. Di Pasquale           | 1/8 de finale   | D. Nalbandian | 1er tour (1/64) | J. C. Ferrero  |
| 2003  | 2e tour (1/32)   | F. Santoro       | 1er tour (1/64)          | R. Štěpánek              | 2e tour (1/32)  | S. Grosjean   | 1er tour (1/64) | R. Schüttler   |
| 2004  | 2e tour (1/32)   | A. Costa         | 1er tour (1/64)          | N. Escudé                | 1er tour (1/64) | F. Mayer      | 1er tour (1/64) | A. Clément     |
| 2005  | 1er tour (1/64)  | J. I. Chela      | 1er tour (1/64)          | J. Melzer                | 2e tour (1/32)  | A. Popp       | 1er tour (1/64) | D. Sanguinetti |
| 2006  | 1er tour (1/64)  | B. Pašanski      | 1er tour (1/64)          | N. Almagro               | 1er tour (1/64) | F. Santoro    | —               | —              |
| 2007  | 3e tour (1/16)   | M. Fish          | —                        | —                        | 3e tour (1/16)  | J. Björkman   | —               | —              |

N.B. : à droite du résultat se trouve le nom de l'ultime adversaire.

### En double
| Année | Open d'Australie             | Open d'Australie           | Internationaux de France     | Internationaux de France   | Wimbledon                    | Wimbledon                 | US Open                      | US Open                   |
| ----- | ---------------------------- | -------------------------- | ---------------------------- | -------------------------- | ---------------------------- | ------------------------- | ---------------------------- | ------------------------- |
| 1991  | 1er tour (1/32) C. Limberger | K. Nováček L. Pimek        | —                            | —                          | —                            | —                         | —                            | —                         |
| 1992  | 1er tour (1/32) R. Rasheed   | T. Woodbridge M. Woodforde | —                            | —                          | —                            | —                         | —                            | —                         |
| 1993  | 1er tour (1/32) M. Tebbutt   | D. Visser L. Warder        | —                            | —                          | —                            | —                         | —                            | —                         |
| 1994  | —                            | —                          | —                            | —                          | 1er tour (1/32) B. Larkham   | J. Apell J. Björkman      | —                            | —                         |
| 1995  | 1er tour (1/32) M. Tillström | S. Davis B. MacPhie        | 1er tour (1/32) S. Noteboom  | C. Suk D. Vacek            | 1er tour (1/32) N. Broad     | B. Cowan A. Richardson    | 1er tour (1/32) A. Kratzmann | A. O'Brien S. Stolle      |
| 1996  | 1er tour (1/32) B. Larkham   | L. Lobo J. Sánchez         | 2e tour (1/16) D. Adams      | M. Philippoussis P. Rafter | 1er tour (1/32) A. Kratzmann | T. Carbonell F. Roig      | —                            | —                         |
| 1997  | 2e tour (1/16) J. Ireland    | L. Lobo J. Sánchez         | 2e tour (1/16) A. Kratzmann  | T. Woodbridge M. Woodforde | 1er tour (1/32) A. Kratzmann | S. Groen S. Hiršzon       | 1er tour (1/32) A. Kitinov   | M. Bhupathi L. Paes       |
| 1998  | 2e tour (1/16) A. Kratzmann  | M. Bhupathi L. Paes        | 1er tour (1/32) A. Kratzmann | J. Eltingh P. Haarhuis     | 2e tour (1/16) A. Kratzmann  | M. Knowles D. Nestor      | 1er tour (1/32) P. Tramacchi | M. Damm J. Grabb          |
| 1999  | 2e tour (1/16) P. Tramacchi  | O. Delaitre F. Santoro     | 1/4 de finale A. Kratzmann   | N. Kulti M. Tillström      | 2e tour (1/16) A. Kratzmann  | R. Reneberg J. Stark      | 1/8 de finale A. Kratzmann   | J. Björkman B. Black      |
| 2000  | 1er tour (1/32) J. Balcells  | P. Norval K. Ullyett       | 1er tour (1/32) M. Tebbutt   | M. Bhupathi D. Prinosil    | 1/8 de finale B. Ellwood     | D. Adams J.-L. de Jager   | 1/8 de finale N. Zimonjić    | E. Ferreira R. Leach      |
| 2001  | 1/2 finale N. Zimonjić       | J. Björkman T. Woodbridge  | 1er tour (1/32) N. Zimonjić  | N. Kulti M. Llodra         | 2e tour (1/16) B. Ellwood    | M. Rosset M. Safin        | 1/8 de finale M. Hill        | J.-L. de Jager R. Koenig  |
| 2002  | 2e tour (1/16) M. Hill       | L. Arnold Ker G. Cañas     | 1/4 de finale P. Hanley      | M. Knowles D. Nestor       | 1er tour (1/32) P. Hanley    | C. Haggard G. Trifu       | 1/8 de finale A. Kratzmann   | J. Björkman T. Woodbridge |
| 2003  | 1er tour (1/32) T. Larkham   | J. I. Chela L. Lobo        | 1/2 finale P. Hanley         | P. Haarhuis I. Kafelnikov  | 1/4 de finale P. Hanley      | J. Björkman T. Woodbridge | 1/4 de finale P. Hanley      | M. Knowles D. Nestor      |
| 2004  | 2e tour (1/16) P. Hanley     | K. Braasch S. Sargsian     | 1er tour (1/32) P. Hanley    | A. Peya R. Wassen          | 1/2 finale P. Hanley         | J. Björkman T. Woodbridge | 1er tour (1/32) P. Hanley    | F. Mayer R. Wassen        |
| 2005  | 2e tour (1/16) P. Hanley     | T. Berdych A. Pavel        | 1/4 de finale P. Hanley      | J. Björkman M. Mirnyi      | 1er tour (1/32) P. Hanley    | R. Schüttler A. Waske     | 1/8 de finale P. Hanley      | J. Benneteau N. Mahut     |
| 2006  | 1er tour (1/32) S. Huss      | J. Hernych I. Karlović     | 1er tour (1/32) L. Hewitt    | M. Llodra O. Rochus        | 2e tour (1/16) J. Gimelstob  | J. Erlich A. Ram          | 2e tour (1/16) J. Gimelstob  | P. Goldstein J. Thomas    |
| 2007  | 1er tour (1/32) P. Luczak    | A. Delić M. Fish           | 2e tour (1/16) F. Verdasco   | J. Björkman M. Mirnyi      | 2e tour (1/16) J. Gimelstob  | C. Kas A. Peya            | —                            | —                         |

N.B. : le nom du ou de la partenaire se trouve sous le résultat ; le nom des ultimes adversaires se trouve à droite.